# 泉鏡花文學獎
泉鏡花文學獎（日语：／）是日本的一個文學獎，於1973年由著名作家泉鏡花的誕生地石川縣金澤市制定，目的是紀念泉鏡花誕辰100周年，由作家五木寬之等5人組成選考委員會，每年選出優秀的文藝作品，當中包括小說及戲曲。获奖者会被授予主奖八棱镜以及副奖100万日圆奖金。
另有併設獎項「泉鏡花紀念金澤市民文學賞」（泉鏡花記念金沢市民文学賞），僅授予與金澤市有地緣關係者。

## 受賞作一覧

### 第1回－第10回
- 第1回（1973年）- 半村良、森内俊雄（日语：森内俊雄）
- 第2回（1974年）- 中井英夫
- 第3回（1975年）- 森茉莉
- 第4回（1976年）- 高橋高子（日语：高橋高子）《誘惑者》
- 第5回（1977年）- 色川武大（日语：色川武大）、津島佑子
- 第6回（1978年）- 唐十郎
- 第7回（1979年）- 眉村卓、金井美惠子（日语：金井美恵子）
- 第8回（1980年）- 清水邦夫（日语：清水邦夫）、森萬紀子（日语：森万紀子）《雪女》
- 第9回（1981年）- 澁澤龍彥、筒井康隆
- 第10回（1982年）- 日野啓三

### 第11回－第20回
- 第11回（1983年）- 三枝和子（日语：三枝和子）、小檜山博（日语：小檜山博）
- 第12回（1984年）- 赤江瀑《海峡》
- 第13回（1985年）- 宮脇俊三（日语：宮脇俊三）
- 第14回（1986年）- 增田水子（日语：増田みず子）
- 第15回（1987年）- 倉橋由美子（日语：倉橋由美子）、朝稻日出夫
- 第16回（1988年）- 泡坂妻夫《折鶴》、吉本芭娜娜（收於）
- 第17回（1989年）- 石和鷹（日语：石和鷹）、北原亞以子（日语：北原亞以子）
- 第18回（1990年）- 日影丈吉
- 第19回（1991年） - 有為エンジェル
- 第20回（1992年）- 鷺澤萌、島田雅彥（日语：島田雅彦）

### 第21回－第30回
- 第21回（1993年）- 山本道子（日语：山本道子）
- 第22回（1994年）- 無作品獲獎
- 第23回（1995年）- 辻章（日语：辻章）
- 第24回（1996年）- 柳美里（日语：柳美里）、山田詠美
- 第25回（1997年）- 村松友視（日语：村松友視）、京極夏彦
- 第26回（1998年）- 田邊聖子（日语：田辺聖子）
- 第27回（1999年）- 吉田知子（日语：吉田知子）、種村季弘（日语：種村季弘）等
- 第28回（2000年）- 多和田葉子
- 第29回（2001年）- 久世光彦（日语：久世光彦）、笙野賴子（日语：笙野頼子）
- 第30回（2002年）- 野坂昭如《文壇》及之前的作品

### 第31回－第40回
- 第31回（2003年）- 丸谷才一、桐野夏生《異常》（グロテスク）
- 第32回（2004年）- 小川洋子
- 第33回（2005年）- 寮美千子（日语：寮美千子）
- 第34回（2006年）- 嵐山光三郎（日语：嵐山光三郎）《惡黨芭蕉》
- 第35回（2007年）- 立松和平（日语：立松和平）《道元禅師》（上下）、特別賞 - 大鷹不二雄《鏡花恋唄》
- 第36回（2008年）- 南木佳士（日语：南木佳士）、橫尾忠則
- 第37回（2009年）- 千早茜（日语：千早茜）
- 第38回（2010年）- 篠田正浩
- 第39回（2011年）- 瀨戶內寂聽《風景》、夢枕獏《大江戶釣客傳》
- 第40回（2012年）- 角田光代

### 第41回－
- 第41回（2013年）- 磯崎憲一郎
- 第42回（2014年）- 中島京子、小池昌代（日语：小池昌代）
- 第43回（2015年）- 長野真由美（日语：長野まゆみ）、篠原勝之（日语：篠原勝之）《骨風》
- 第44回（2016年）- 川上弘美 
- 第45回（2017年）- 松浦理英子 
- 第46回（2018年）- 山尾悠子
- 第47回（2019年）- 田中慎弥
- 第48回（2020年）-高树信子《小説伊勢物語業平》
- 第49回（2021年）-村田喜代子《姉の島》
- 第50回（2022年）-大濱普美子《陽だまりの果て》